# Tinodes cortensis
Tinodes cortensis is een schietmot uit de familie Psychomyiidae. De soort komt voor in het Palearctisch gebied.